# Distrito de Aija
Aija es uno de los cinco distritos de la Provincia de Aija, ubicado en el Departamento de Áncash, en el Perú. Limita al norte con el Distrito de La Merced; al este con el Distrito de Recuay, el Distrito de Ticapampa y el Distrito de Cátac; al sur con el Distrito de Cotaparaco y, en pequeño trecho, con el Distrito de Malvas; y al oeste con el Distrito de Succha, el Distrito de Huacllán y el Distrito de Coris.

## Historia
El primer distrito de Aija fue creado el 2 de enero de 1857 por la Ley Transitoria de Municipalidades promulgada por el presidente Ramón Castilla y que había sido aprobada el 29 de diciembre de 1856 por la Convención Nacional constituida como asamblea constituyente. El distrito se creó dentro de la primera Provincia de Huaraz, la cual a su vez se había creado por división de la primera Provincia de Huaylas.
El segundo distrito de Aija fue creado el 21 de diciembre de 1907 por la Ley N.º 715 dividiendo el primer distrito de Aija en tres distritos: (i) el segundo distrito de Aija, que incluía a La Merced; (ii) el distrito de Huayán, que incluía a Coris; y el distrito de Succha, que incluía a Huacllán.
El tercer distrito de Aija fue creado el 5 de marzo de 1936 por la Resolución Legislativa N.º 8188 que, para crear la provincia del mismo nombre, divide el segundo distrito de Aija en dos distritos: (i) el actual tercer distrito de Aija; y (ii) el distrito de La Merced.

## Geografía
Tiene una población estimada mayor a 3 mil habitantes. Su capital es el poblado de Aija.
Aija es conocida como "Perla de las Vertientes"

## Turismo
Casa museo sabio Santiago Antúnez de Mayolo:  Inmueble de época Republicana donde habitó Santiago Antúnez de Mayolo, ingeniero, físico y matemático, considerado Gran Sabio Peruano por sus proyectos y estudios a favor del desarrollo del país. Conserva la biblioteca que fue utilizada por él y en una sala se exhibe su colección fotográfica, así como sus obras y proyectos. Lunes a sábados de 8 a. m. .a 5 p. m. Av San Marin 230.

## Autoridades

### Municipales
- 2015 - 2018[4]
  - Alcalde: Darío García Mallqui, del Movimiento Acción Nacionalista Peruano.
- 2011 - 2014
  - Alcalde: Aniceto Tolentino Aguilar Ríos, del Movimiento Independiente Reconstruyamos Ancash (MIRA).

## Personas destacadas
- Santiago Antúnez de Mayolo Rynning